# Едмундсон-Ейкерс (Каліфорнія)
Едмундсон-Ейкерс (англ. Edmundson Acres) — переписна місцевість (CDP) в США, в окрузі Керн штату Каліфорнія. Населення — 296 осіб (2020).

## Географія
Едмундсон-Ейкерс розташований за координатами 35°13′38″ пн. ш. 118°49′24″ зх. д. / 35.22722° пн. ш. 118.82333° зх. д. (35.227296, -118.823252).  За даними Бюро перепису населення США в 2010 році переписна місцевість мала площу 0,17 км², уся площа — суходіл.

## Демографія
Згідно з переписом 2010 року, у переписній місцевості мешкало 279 осіб у 71 домогосподарстві у складі 56 родин. Густота населення становила 1620 осіб/км².  Було 80 помешкань (464/км²).
Расовий склад населення:
| - 38,7 % — білих - 1,8 % — чорних або афроамериканців - 1,1 % — корінних американців - 0,4 % — азіатів - 51,3 % — осіб інших рас |

До двох чи більше рас належало 6,8 %. Частка іспаномовних становила 80,6 % від усіх жителів.
За віковим діапазоном населення розподілялося таким чином: 31,9 % — особи молодші 18 років, 56,6 % — особи у віці 18—64 років, 11,5 % — особи у віці 65 років та старші. Медіана віку мешканця становила 27,5 року. На 100 осіб жіночої статі у переписній місцевості припадало 105,1 чоловіків;  на 100 жінок у віці від 18 років та старших — 115,9 чоловіків також старших 18 років.
Середній дохід на одне домашнє господарство  становив 47 918 доларів США (медіана — 38 750), а середній дохід на одну сім'ю — 50 650 доларів (медіана — 43 125). За межею бідності перебувало 42,0 % осіб, у тому числі 59,2 % дітей у віці до 18 років та 10,2 % осіб у віці 65 років та старших.
Цивільне працевлаштоване населення становило 91 осіб. Основні галузі зайнятості: сільське господарство, лісництво, риболовля — 50,5 %, мистецтво, розваги та відпочинок — 15,4 %, будівництво — 7,7 %, оптова торгівля — 6,6 %.